# Arghistan (ort)
Arghistan är en ort i Afghanistan. Den ligger i provinsen Kandahar, i den centrala delen av landet, 400 kilometer sydväst om huvudstaden Kabul. Arghistan ligger 1 263 meter över havet och antalet invånare är 894.
Arghistan är administrativ huvudort i distriktet Arghistan.